# Frontstalag 211
Das Frontstalag 211 war ein Frontstammlager für französische Kriegsgefangene der Wehrmacht im Zweiten Weltkrieg in Sarrebourg.

## Geschichte
Das Frontstalag 211 wurde im Juni 1940 eingerichtet und bestand bis zum November 1940. Nach dem Angriff der Wehrmacht auf die Maginot-Linie im Juni 1940 wurden dort französische Kriegsgefangene untergebracht. Diese wurden auf drei Kasernen verteilt: Caserne Dessirier als Krankenstation, Caserne Rabier mit einer Belegung durch 1800 Kriegsgefangene und Ulanenkaserne (Caserne Malleray) mit einer Belegung von 2000 Offizieren und 8000 Mannschaften (Stand: 24. Juni 1940). Die Kasernen waren in schlechtem Zustand und die Zimmer überbelegt. Die Bevölkerung von Sarrebourg verhielt sich freundlich und hilfsbereit. Am 11. Juli 1940 wurden Gefangene aus dem Elsass und von der Mosel freigelassen, wenn sie sich dem nicht verweigerten. Das Frontstalag 211 wurde ab 15. November 1940 und bis zum Ende 1941 zum Stalag XII F und benutzte dafür die Ulanenkaserne.